# Castro Fútbol Club
El Castro Fútbol Club es un equipo de fútbol de Castro-Urdiales (Cantabria, España). Fundado en 1952, milita actualmente en el grupo III de la Tercera Federación de España.

## Historia
El club fue fundado en el año 1952 por un grupo de destacados aficionados, a cuyo frente estaba el alcalde de Castro-Urdiales, Vicente Herrera Díaz. Desde un principio el club ha llevado en sus camisetas los colores rojos y el pantalón negro. Dos años tardó el equipo en ascender de Segunda Categoría Regional a la Primera Regional, hasta conseguir el ascenso a la Tercera División, después de más de doce intentos, logrando este éxito en la temporada 1978-1979, tras acabar segundo, detrás de la Gimnástica de Torrelavega. En la temporada 1988-89 logró el subcampeonato de liga en la Tercera División Cántabra. Además en las temporadas 1993-94 y 1997-98 disputó la liguilla de ascenso a la Segunda División B, aunque en ninguna de las dos ocasiones logró el objetivo del ascenso, quedando clasificado último de grupo en ambas ocasiones. En total ha militado durante 42 temporadas en Tercera, 38 de ellas en 3.ª División. Un periodo que incluye desde la temporada 1979-80 hasta la 1998-99, la 2000-01 a la 2017-18 y desde la 2020-21 a la actualidad.
Ha participado en siete ocasiones en la competición copera española, su mejor participación fue en la Copa del Rey de la temporada 1992-93. Tras quedar exento en la primera ronda, cayó eliminado en la segunda por la Gimnástica de Torrelavega. A pesar de ganar en la ida por 3-1, los gimnásticos remontaron con un 4-0 en la vuelta. Su primera participación fue en 1979, tras ascender por primera vez a la Tercera División y la más reseñable al año siguiente cuando se enfrentó a doble partido al Athletic Club, recibiendo sendas goleadas de los rojiblancos: 0-3 en casa y 5-1 en feudo bilbaíno.
A pesar de su fundación en los años 50 el club celebró su centenario en 2024, tomando como referencia no la creación del mismo, si no la del Castro Foot-ball Club, el cual compitió de forma esporádica hasta su desaparición en 1934.

## Uniforme
- Primer uniforme: camiseta roja con media franja oblicua negra, pantalón y medias negras.
- Segundo uniforme: camiseta verde con media franja oblicua blanca y pantalón medias verdes.

## Historial
- Temporadas en Primera División: 0
- Temporadas en Segunda División: 0
- Temporadas en Primera Federación: 0
- Temporadas en Segunda Federación: 0
- Temporadas en Tercera: 42
- Participaciones en Copa del Rey (7): (1979-80, 1980-81, 1983-84, 1985-86, 1990-91, 1991-92 y 1992-93)

## Trayectoria
| Temporada | Nivel | Categoría           | Posición | Copa del Rey |
| --------- | ----- | ------------------- | -------- | ------------ |
| 1978-79   | 5     | Regional Preferente | 2.º      |              |
| 1979-80   | 4     | 3.ª División        | 4.º      | 1.ª ronda    |
| 1980-81   | 4     | 3.ª División        | 12.º     | 1.ª ronda    |
| 1981-82   | 4     | 3.ª División        | 7.º      |              |
| 1982-83   | 4     | 3.ª División        | 6.º      |              |
| 1983-84   | 4     | 3.ª División        | 15.º     | 1.ª ronda    |
| 1984-85   | 4     | 3.ª División        | 3.º      |              |
| 1985-86   | 4     | 3.ª División        | 16.º     | 1.ª ronda    |
| 1986-87   | 4     | 3.ª División        | 7.º      |              |
| 1987-88   | 4     | 3.ª División        | 3.º      |              |
| 1988-89   | 4     | 3.ª División        | 2.º      |              |
| 1989-90   | 4     | 3.ª División        | 5.º      |              |
| 1990-91   | 4     | 3.ª División        | 7.º      | 1.ª ronda    |
| 1991-92   | 4     | 3.ª División        | 6.º      | 1.ª ronda    |
| 1992-93   | 4     | 3.ª División        | 10.º     | 2.ª ronda    |
| 1993-94   | 4     | 3.ª División        | 4.º      |              |
| 1994-95   | 4     | 3.ª División        | 10.º     |              |
| 1995-96   | 4     | 3.ª División        | 6.º      |              |
| 1996-97   | 4     | 3.ª División        | 10.º     |              |
| 1997-98   | 4     | 3.ª División        | 4.º      |              |
| 1998-99   | 4     | 3.ª División        | 16.º     |              |
| 1999-2000 | 5     | Regional Preferente | 3.º      |              |
| 2000-01   | 4     | 3.ª División        | 15.º     |              |
| 2001-02   | 4     | 3.ª División        | 9.º      |              |
| 2002-03   | 4     | 3.ª División        | 6.º      |              |
| 2003-04   | 4     | 3.ª División        | 17.º     |              |
| 2004-05   | 4     | 3.ª División        | 10.º     |              |
| 2005-06   | 4     | 3.ª División        | 9.º      |              |
| 2006-07   | 4     | 3.ª División        | 8.º      |              |
| 2007-08   | 4     | 3.ª División        | 14.º     |              |
| 2008-09   | 4     | 3.ª División        | 8.º      |              |
| 2009-10   | 4     | 3.ª División        | 15.º     |              |

| Temporada | Nivel | Categoría           | Posición | Copa del Rey |
| --------- | ----- | ------------------- | -------- | ------------ |
| 2010-11   | 4     | 3.ª División        | 17.º     |              |
| 2011-12   | 4     | 3.ª División        | 10.º     |              |
| 2012-13   | 4     | 3.ª División        | 5.º      |              |
| 2013-14   | 4     | 3.ª División        | 14.º     |              |
| 2014-15   | 4     | 3.ª División        | 9.º      |              |
| 2015-16   | 4     | 3.ª División        | 6.º      |              |
| 2016-17   | 4     | 3.ª División        | 16.º     |              |
| 2017-18   | 4     | 3.ª División        | 20.º     |              |
| 2018-19   | 5     | Regional Preferente | 5.º      |              |
| 2019-20   | 5     | Regional Preferente | 2.º      |              |
| 2020-21   | 4     | 3.ª División        | 14.º     |              |
| 2021-22   | 5     | 3.ª División RFEF   | 11.ª     |              |
| 2022-23   | 5     | 3.ª Federación      | 13.º     |              |
| 2023-24   | 5     | 3.ª Federación      | 8.º      |              |
| 2024-25   | 5     | 3.ª Federación      |          |              |

## Palmarés

### Torneos autonómicos
- Campeonato de Cantabria Aficionados (3): 1975, 1976 y 1979.
- Subcampeón del Campeonato de Cantabria de Aficionados (1): 1978.
- Subcampeón de la fase autonómica de Cantabria de la Copa RFEF (1): 2009-10.

### Trofeos amistosos
- Trofeo Ciudad de Castro (1): 1984[1]
  - Subcampeón del Trofeo del Excelentísimo Ayuntamiento de Astillero (1): 1979[2]

## Filial
El club mantuvo durante dos temporadas un equipo filial, el Castro B: en su primera temporada (2006-07) el Castro B se proclamó subcampeón de Segunda Regional, logrando el ascenso de categoría. La siguiente temporada (2007-08) militó en  Primera Regional, alcanzando el 17º puesto y descendiendo de nuevo a Segunda Regional; sin embargo no salió a competir de cara a la campaña 2008-09.